# Peter Blume
Peter Blume (* 27. Oktober 1906 in Smarhoń, Russisches Kaiserreich, heute Belarus; † 30. November 1992 in New Milford, Connecticut, USA) war ein US-amerikanischer Maler und Bildhauer.

## Leben
Peter Blume wurde 1906 als Sohn einer jüdischen Familie in Smarhoń im Russischen Kaiserreich geboren. 1912 wanderte er mit seiner Familie nach New York City aus und ließ sich in Brooklyn nieder. Er studierte Kunst an der Educational Alliance, dem Beaux-Arts Institute of Design und der Art Students League of New York. 1926 richtete er sein eigenes Atelier ein. Er erhielt Unterricht bei Raphael Soyer und Isaac Soyer, stellte bei Charles Daniel aus und wurde von der Rockefeller-Familie gefördert. 1931 heiratete er Grace Douglas. Das Paar hatte keine Kinder, die das Erwachsenenalter erreichten. 1948 wurde er als assoziiertes Mitglied in die National Academy of Design aufgenommen und 1956 zum Vollmitglied gewählt.

## Werk
Peter Blume war ein Bewunderer einer malerischen Renaissance-Technik. Zunächst fertigte er Zeichnungen und Kartons an, bevor er seine Arbeiten auf Leinwand umsetzte. 1932 erhielt er ein Guggenheim-Stipendium, das ihm einen einjährigen Aufenthalt in Italien ermöglichte. 1934 erlangte er erste große Anerkennung, als er mit seinem Werk South of Scranton den ersten Preis bei der Carnegie Institute International Exhibition gewann. Das Werk war von einer Reise durch Pennsylvania in einem häufig reparaturbedürftigen Auto inspiriert. Zwischen 1934 und 1937 entstand das politisch aufgeladene Gemälde Eternal City, das Mussolini als Jack-in-the-Box zeigt. Es wurde 1943 vom Museum of Modern Art für dessen Sammlung erworben. Während seiner Tätigkeit für die Abteilung für Malerei und Skulptur des US-Finanzministeriums malte Blume Wandgemälde in Postämtern in Geneva (New York) und Canonsburg (Pennsylvania). In vielen seiner Werke verband er Motive der Zerstörung mit der Wiederherstellung, wobei häufig Steine und Träger auftraten. So wurde The Rock (1944–1948) im Art Institute of Chicago als Symbol der Erneuerung nach dem Zweiten Weltkrieg interpretiert. In Recollection of the Flood (1969) stellte er die Opfer der Arno-Flut von 1966 in Florenz dar. In The Metamorphoses (1979) griff er schließlich die griechische Legende von Deukalion und Pyrrha auf, die nach der Sintflut die Erde neu bevölkerten.